# Pachtgebiet Kwantung

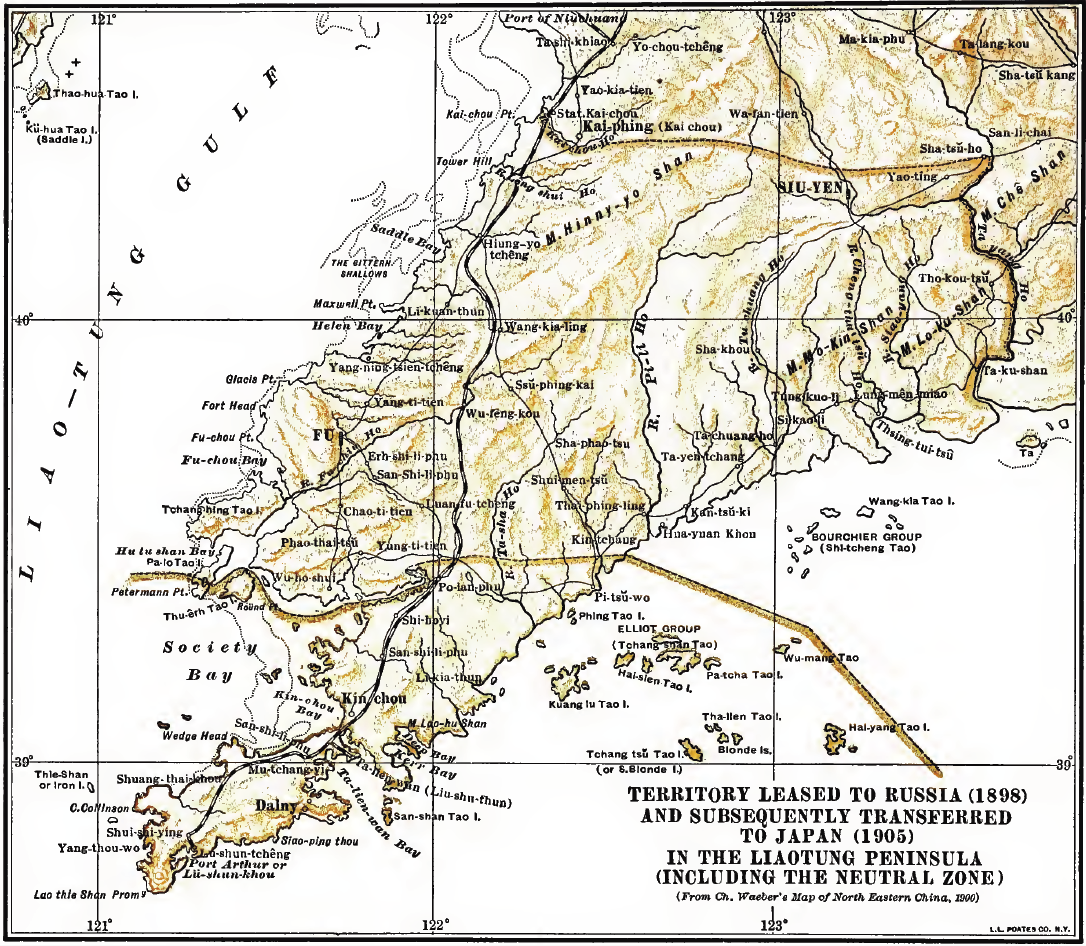
Karte des Pachtgebietes Kwantung und der neutralen Zone

Das Pachtgebiet Kwantung (chinesisch 關東州 / 关东州, Pinyin Guāndōng Zhōu; jap. Lesung Kantōshū, Shinjitai-Schreibung: 関東州; russisch Квантунская область, umgangssprachlich auch: Гуаньдун oder Квантунг) war ein 1898 vom Kaiserreich China an das Russische Reich verpachtetes Gebiet im Süden der Halbinsel Liaodong am Gelben Meer.
Wegen ihrer herausragenden strategischen Bedeutung rückte die Halbinsel Liaodong bereits im ausgehenden 19. Jahrhundert ins Blickfeld der Großmächte. Im Ersten Japanisch-Chinesischen Krieg 1894–1895 wurde sie von den Japanern besetzt und sollte nach dem Vertrag von Shimonoseki vom 17. April 1895 an Japan abgetreten werden. Nach der Intervention von Shimonoseki durch Russland, Frankreich und Deutschland verzichtete Japan gegen eine Entschädigung von 30.000.000 Silber-Tael auf den Erwerb der Halbinsel.
Im Abkommen über die Pacht der Liaodong-Halbinsel, dem Vertrag von Peking vom 15. März 1898, verpachtete China einen kleinen Teil Guandongs (Kwantungs), den südlichen Zipfel der Halbinsel Liaodong, für 25 Jahre dem Russischen Reich. Das Pachtgebiet bestand im Wesentlichen aus dem zum Marinestützpunkt ausgebauten Port Arthur und dem nordöstlich davon gelegenen Handelshafen Dalni. Nördlich des Pachtgebiets bestand eine neutrale Zone, die chinesische Truppen nur mit russischer Erlaubnis betreten durften.
Im Russisch-Japanischen Krieg 1904–1905 wurde Port Arthur 157 Tage lang von den Japanern belagert. Im Vertrag von Portsmouth vom 5. September 1905 trat Russland seine Rechte auf das Pachtgebiet an Japan ab. In der Folge wurde hier die japanische Kwantung-Armee stationiert.
Am Ende des Zweiten Weltkriegs wurde das Gebiet im August 1945 in einer Luftlandeoperation im Rahmen der sowjetischen Invasion der Mandschurei von der Roten Armee erobert. Damit kam die Sowjetunion ihrer bei der Konferenz von Jalta im Februar 1945 eingegangenen Verpflichtung nach, 90 Tage nach dem Kriegsende in Europa in Fernost den Krieg zu beginnen und Japan und seine Verbündeten anzugreifen.
1945–1955 stand es unter gemeinsamer sowjetisch-chinesischer Verwaltung, ehe es am 11. Oktober 1955, gemäß den alliierten Kriegszielen (Kairoer Erklärung), ganz an die Volksrepublik China übergeben wurde.